# Coryphaenoides sibogae
Coryphaenoides sibogae är en fiskart som beskrevs av Weber och De Beaufort 1929. Coryphaenoides sibogae ingår i släktet Coryphaenoides och familjen skolästfiskar. Inga underarter finns listade i Catalogue of Life.